# Anatole Le Braz

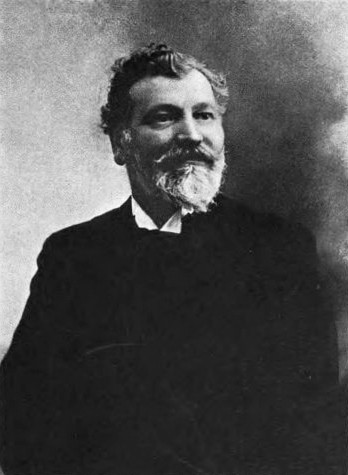
Anatole Le Braz, 1915

Anatole Le Braz, (bürgerlich Anatole Le Bras, bretonisch Anatol ar Braz; * 2. April 1859 in Saint-Servais, Département Côtes-d’Armor, Frankreich; † 20. März 1926 in Menton) war ein französischer Schriftsteller und Märchensammler aus der Bretagne.

## Leben
Anatole Le Braz wurde als Sohn bretonisch sprechender Eltern geboren. Er besuchte die Schule in Saint-Brieuc und studierte später an der Sorbonne in Paris. Danach kehrte er in die Bretagne zurück und war dort als Lehrer tätig. Daneben sammelte er Volkslieder, Märchen und Legenden unter seinen bretonischen Landsleuten. Dazu befragte er Bauern und Seeleute in der Region. Besonders reich war der Erinnerungsschatz von Marc’harit Fulup (Marguerite Philippe). 
Der Historiker Alain Croix hält fest, dass Le Braz ein den Werten der Republik und des laizistischen Staats verpflichteter Wissenschaftler war. Er nahm Einladungen zu Tagungen in den USA an. Mit Victor Basch, dem Mitgründer der Ligue des droits de l’homme verband ihn eine Freundschaft, ebenso wie mit Charles Le Goffic. 1898 wurde Le Braz zum Vorsitzenden der Union régionaliste bretonne gewählt, einer frühen regionalistischen bretonischen Partei mit konservativer Ausrichtung.